# Великолукский областной комитет КПСС
Великолукский областной комитет КПСС — руководящий партийный орган областной организации Коммунистической партии Советского Союза (до 1952 — ВКП(б)), существовавший в Великолукской области с 1944 по 1957 год. Являлся высшим органом  областной организации КПСС между областными конференциями КПСС. Образован вместе с областью на части территории Калининской (19 районов), Смоленской (3 района) и Новгородской областей (Холмский район). Располагался в областном центре – городе Великие Луки.
Комитет избирался областными конференциями КПСС. Занимался реализацией решений областных конференций, организацией и утверждением районных партийных организаций Великолукской области, выполнением решений ЦК партии. Подчинялся Центральному комитету КПСС (ВКП(б)).
Для повседневного руководства работой областной партийной организации обком избирал бюро, а для рассмотрения текущих вопросов и проверки их исполнения создавал секретариат. На пленумах комитетов утверждались также председатели партийных комиссий, заведующие отделами этих комитетов, редакторы партийных газет и журналов. Для рассмотрения текущих вопросов и проверки их исполнения создавался секретариат. Пленум областного комитета созывался не реже одного раза в четыре месяца.
Высшим должностным лицом областной организации КПСС являлся первый секретарь, избиравшийся на пленуме областного комитета КПСС по предложению секретариата Центрального Комитета КПСС. Кандидатуры второго (как правило, отвечал за организационные вопросы) и третьего секретарей (как правило, отвечал за идеологические вопросы) согласовывались также с секретариатом ЦК КПСС.
Обком КПСС отвечал за проведение политики партии в области, вёл политическую и организаторскую работу по выполнению всеми государственными и общественными организациями директив и решений партии, указаний её Центрального комитета, проводил идеологическую работу, руководил работой Советов депутатов трудящихся, профсоюзов, комсомола и других организаций, а также средств массовой информации через работающих в них коммунистов, решал социально-экономические задачи, контролировал деятельность учреждений науки, культуры, образования, занимался подбором и расстановкой руководящих кадров, организацией учреждений партии в пределах области.
2 октября 1957 года Великолукская область была упразднена, а его территория разделена между Псковской (Великие Луки и близлежащие 19 районов) и Калининской (8 восточных районов) областями.

## Первые секретари
- Август 1944 — июль 1950 — Бойкачёв, Григорий Мефодьевич
- Июль 1950 — июнь 1951 — Слайковский, Захар Филиппович
- Июнь 1951 — сентябрь 1955 — Румянцев, Сергей Степанович
- Сентябрь 1955 — октябрь 1957 — Тур, Иван Петрович

## Вторые секретари
- Август 1944 — ноябрь 1946 — Сидоров, Пётр Михайлович
- Ноябрь 1946 — июль 1950 — Слайковский, Захар Филиппович
- Июль 1950 — 1955 — Ступенко, Василий Иванович